# Duke Johnson
Duke Johnson és un director de cinema nord-americà especialitzat en animació stop-motion. HActualment és director i soci júnior de l'estudi de producció d'animació de Dino Stamatopoulos Starburns Industries a Burbank.

## Primrs anys
Johnson es va criar a St. Louis (Missouri), on va assistir a St. John Vianney High School. Entre el seu segon i tercer any a St John Vianney, va assistir a un curs de cinema d'estiu al Columbia College Chicago. Es va graduar a l'escola de cinema de la Tisch School of the Arts de la Universitat de Nova York, on va passar un semestre estudiant animació a Praga. Després de graduar-se, va passar tres anys treballant com a cambrer en un restaurant de Nova York abans de traslladar-se a Los Angeles, on va obtenir un Màster en Belles Arts en direcció al Conservatori AFI el 2006.A AFI, va dirigir la seva pel·lícula estudiantil Marrying God, pel qual va guanyar 8 premis a la millor pel·lícula estudiantil o millor curtmetratge.

## Carrera
Johnson ha estat nominat als Premis Annie el 2011 i el 2012 per dirigir episodis en stop-motion de programes com Mary Shelley's Frankenhole i Community.
El 2016, va ser nominat a l'Oscar a la millor pel·lícula d'animació als Premis Oscar de 2015 per codirigir la pel·lícula de comèdia i drama stop-motion Anomalisa amb Charlie Kaufman.
Johnson va fer el seu debut com a director en solitari amb la propera pel·lícula The Actor, basada en la novel·la Memory de Donald E. Westlake del 2010.

## Filmografia
| Any  | Títol        | Director | Productor |
| ---- | ------------ | -------- | --------- |
| 2006 | Marrying God | Sí       | No        |
| 2017 | Moonwrapped  | No       | Sí        |

### Llargmetratges
| Any        | Títol     | Director | Productor | Escriptor | Notes                           |
| ---------- | --------- | -------- | --------- | --------- | ------------------------------- |
| 2015       | Anomalisa | Sí       | Sí        | No        | Co-dirigida amb Charlie Kaufman |
| A anunciar | The Actor | Sí       | Sí        | Sí        | Post-producció                  |

### Televisió
| Any       | Títol                      | Director | Escriptor | Productor | Notes                                            |
| --------- | -------------------------- | -------- | --------- | --------- | ------------------------------------------------ |
| 2008      | Moral Orel                 | Sí       | No        | No        | Episodi "Help"                                   |
| 2010      | Community                  | Sí       | No        | No        | Episodi "Abed's Uncontrollable Christmas"        |
| 2010–2012 | Mary Shelley's Frankenhole | Sí       | Sí        | Sí        | Also matte painter                               |
| 2012      | Beforel Orel: Trust        | Sí       | No        | Sí        | Especial TV; també animador                      |
| 2020      | Cosmos: Possible Worlds    | Sí       | No        | No        | Director supervisor d'animació Episodi "Vavilov" |

| Any  | Títol                         | Paper                 | Notes      |
| ---- | ----------------------------- | --------------------- | ---------- |
| 2003 | Just an American Boy          | Director e fotografia | Documental |
| 2020 | I'm Thinking of Ending Things | Productor d’animació  |            |